# Svenska mästerskapet i bandy 1929
Svenska mästerskapet i bandy 1929 avgjordes genom att IK Göta vann mot Västerås SK med 5-1 i finalmatchen på Stockholms stadion den 24 februari 1929.

## Matcher

### Kvartsfinaler
- IF Vesta-IF Göta 4-3
- IK Linnéa-Västerås SK 1-3
- Linköpings AIK-IFK Strängnäs 1-3
- Västerås BK-IK Göta 3-5

### Semifinaler
- IF Vesta-Västerås SK 3-4
- IK Göta-IFK Strängnäs 3-0

### Final
- 24 februari 1929: IK Göta-Västerås SK 5-1 (Stockholms stadion)

## Svenska mästarna
Mall:IK Göta Bandy 1929